# Sondermunitionslager Horressen

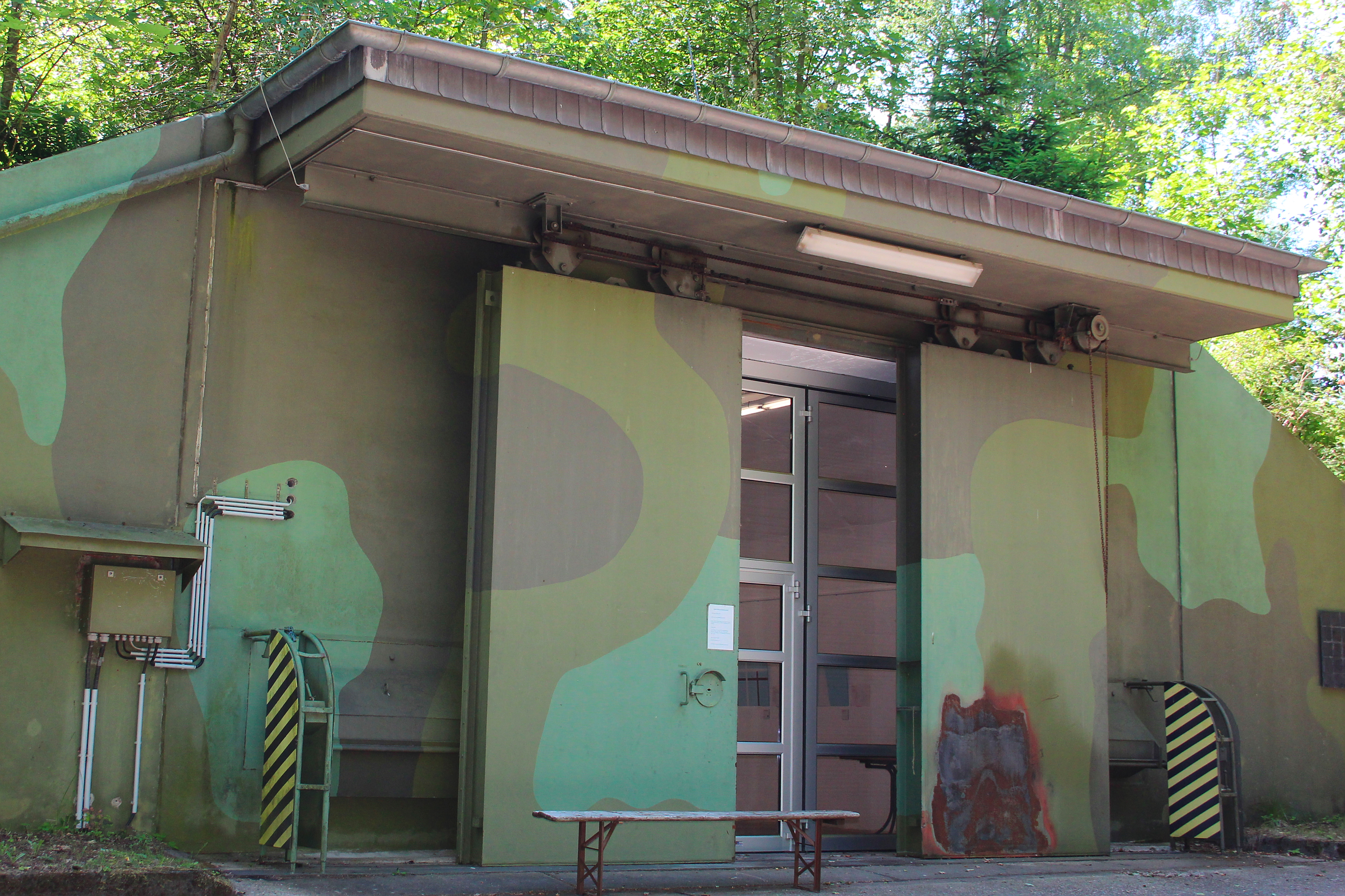
Das Sondermunitionslager Horressen (deutscher Teil, Standortmunitionsniederlage)

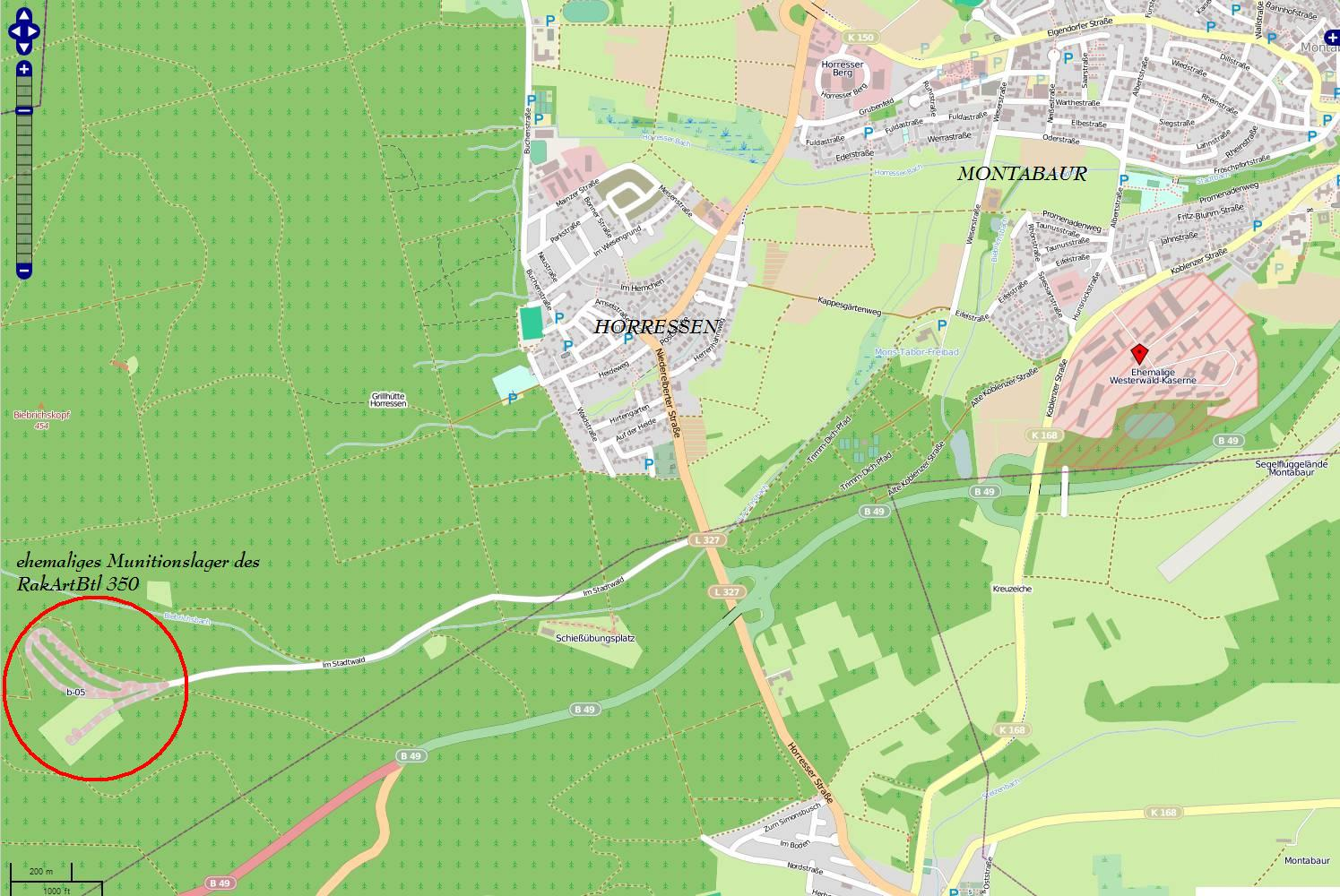
Sondermunitionslager im Wald westl. von Horressen

Das Sondermunitionslager Horressen (NATO Site 31) war ein NATO-Lager für taktische Nuklearsprengköpfe, ein sogenanntes SAS (Special Ammunition Storage). 

## Lage
Das Sondermunitionslager befand sich im Waldgebiet der Montabaurer Höhe an einem östlichen Ausläufer der Alarmstange, westlich von Montabaur, 4 km von der Westerwald-Kaserne, nah bei Horressen, einem Ortsteil von Montabaur.

## Beschreibung
Im Lager Horressen lagerten u. a. nukleare Sprengköpfe für Sergeant- und Lanceraketen für das Raketenartilleriebataillon 350. Die Munition unterstand dem 83rd US Army Missile Detachment. Bewacht wurde das Lager von den Soldaten der Wach- und Begleitbatterie des Raketenartilleriebataillons 350. Nördlich daneben unmittelbar die Standortmunitionsniederlage der Bundeswehr für die Westerwald-Kaserne. Das Sondermunitionslager bestand von 1969 bis 1983. 
An der Zufahrtstraße lag zudem die Standortschießanlage. Das Munitionslager Horressen hatte eine Fläche von 11,5 ha, der Schießstand im Horresser Wald eine Fläche von 4,2 ha.
Heute werden die Bunker und sonstigen Gebäude von dem Kunst- und Kulturzentrum „B-05“ genutzt.

## Bilder

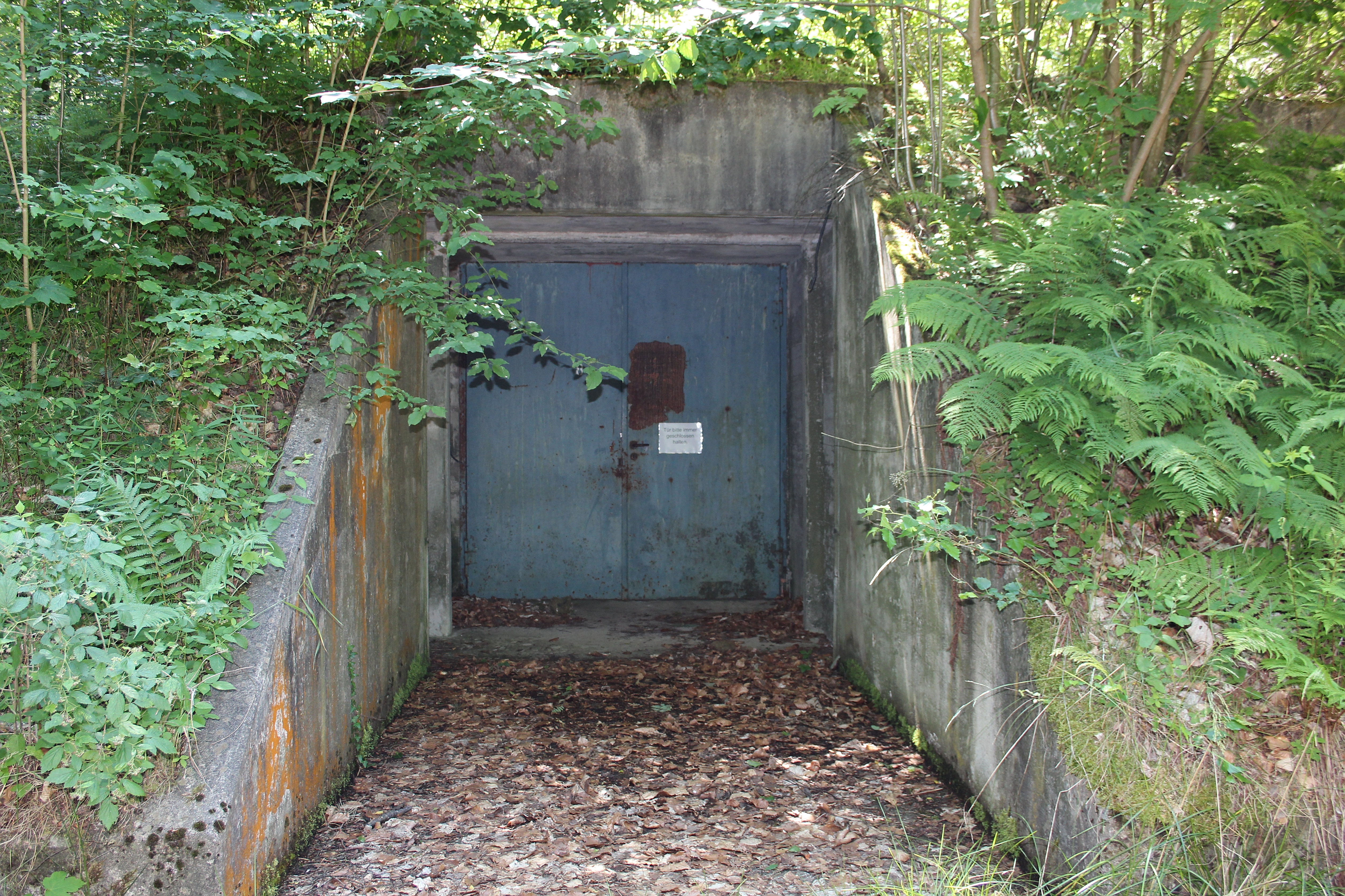
Bunker der Standortmunitionsniederlage im deutschen Teilbereich
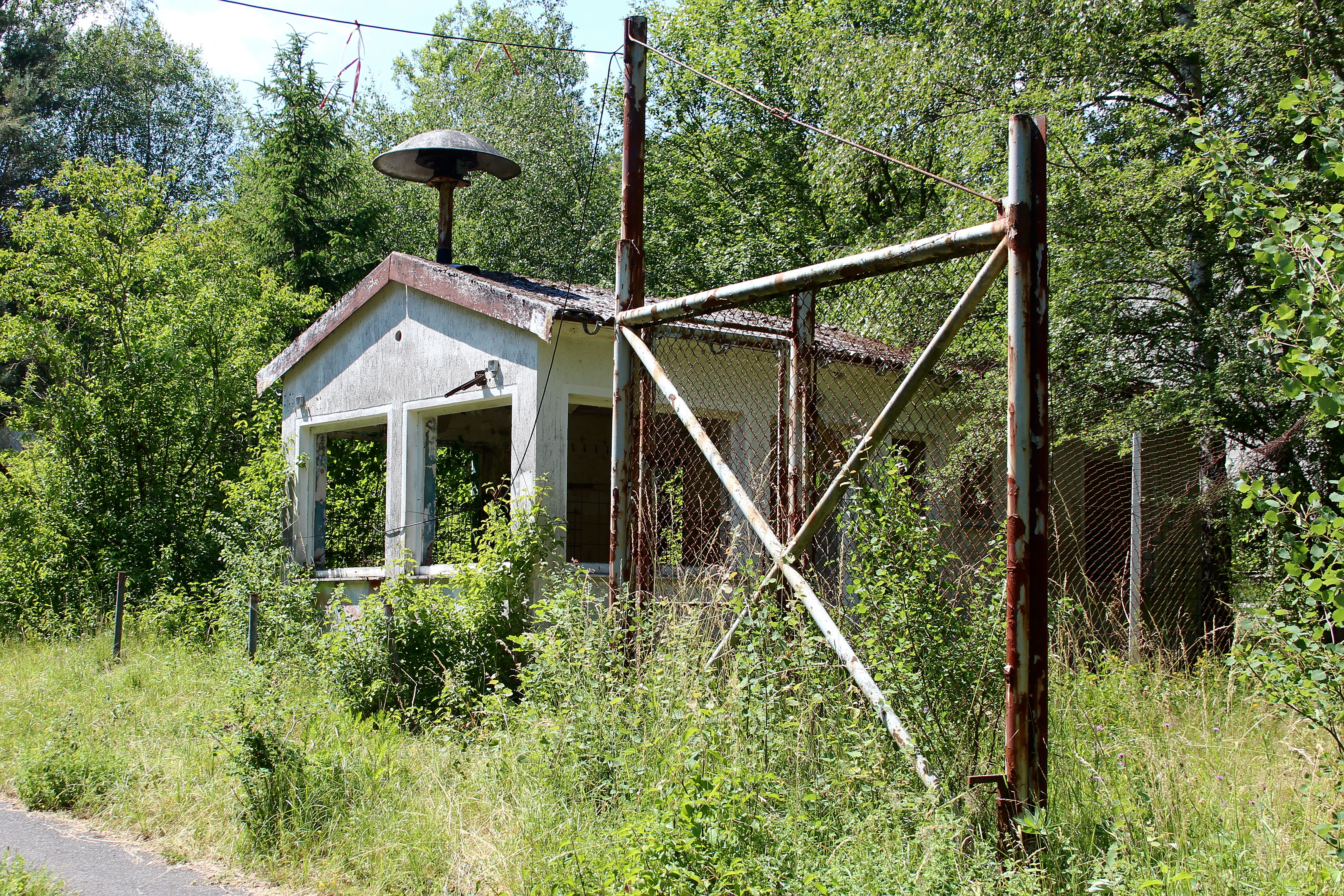
Gebäude im US-amerikanischen Teilbereich
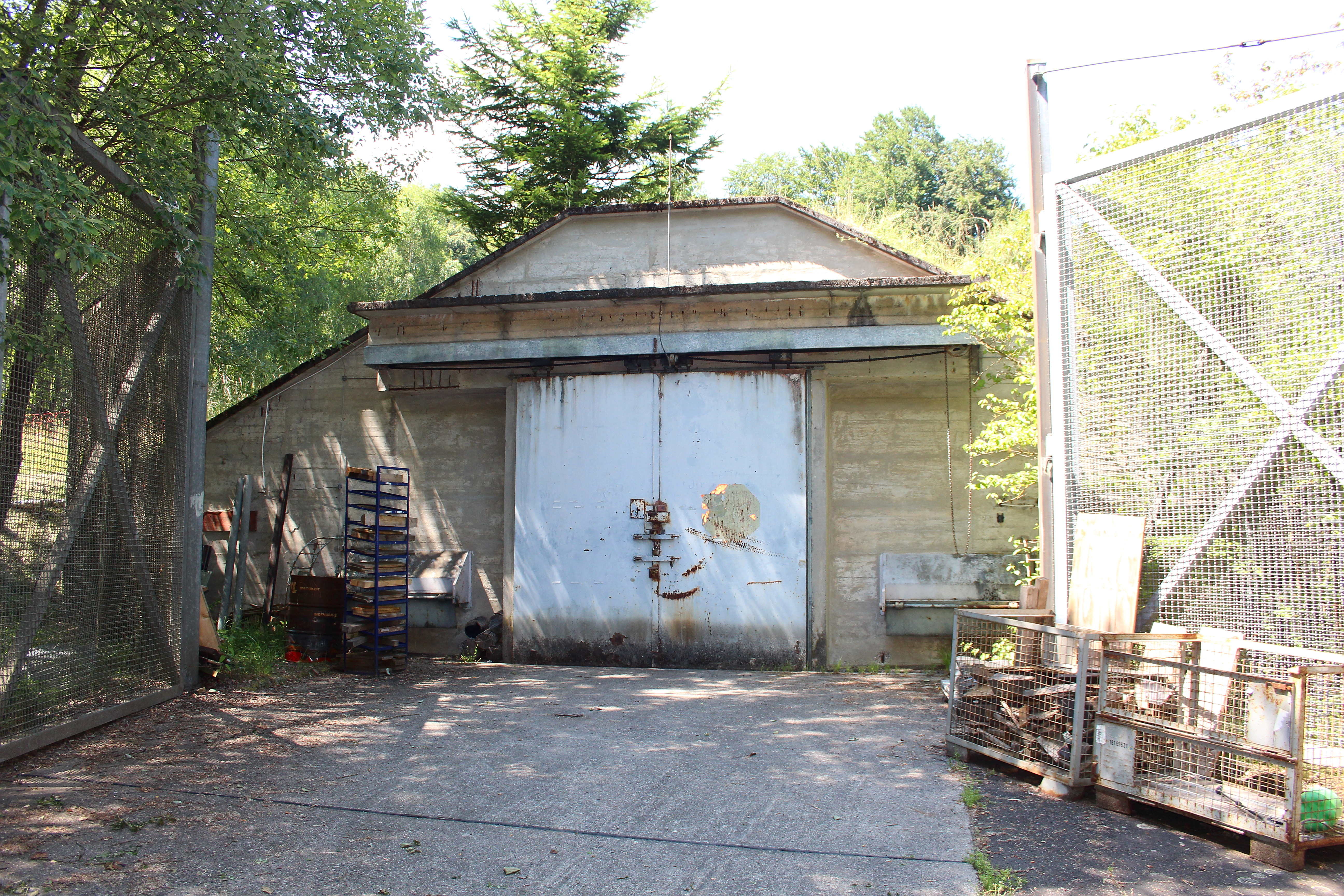
Gebäude im US-amerikanischen Teilbereich